# 717 a.C.
Séculos: (Século IX a.C. - Século VIII a.C. - Século VII a.C.)
722 a.C. - 721 a.C. - 720 a.C. - 719 a.C. - 718 a.C. - 717 a.C. - 716 a.C. - 715 a.C. - 714 a.C. - 713 a.C. - 712 a.C.

## Eventos
- rei da Assíria Sargão II conquista a fortaleza hitita de Carquemis;[1]

- Início da construção de Dur Xarruquim como servir de capital para Sargão II;[2]

- Fim do reinado de Rômulo, primeiro rei e fundador de Roma.[3]

## Mortes
- Rômulo[3]